# エナジーウィズ
エナジーウィズ株式会社（英: Energywith Co., Ltd.）は、日本のバッテリー製造メーカー。
昭和電工マテリアルズ（旧・日立化成、現・レゾナック）の蓄電デバイス・システム事業部門を前身とし、2021年12月にアドバンテッジ パートナーズおよび東京センチュリーの両社が出資する特別目的会社が同部門を譲受する形で設立された。
本項では前身である日立化成、昭和電工マテリアルズの蓄電デバイス・システム事業部門についても述べる。

## 沿革
- 1916年（大正5年）- 日本蓄電池製造株式会社が設立。蓄電池の製造、販売を開始する。
- 1917年（大正6年）- 株式会社神戸電機製作所が設立。日本初の自動車用「カラーバッテリー」を発売。
- 1961年（昭和36年）- 株式会社日立製作所が資本参加し、日立グループ入り。
- 1962年（昭和37年）- 埼玉県岡部町（現・深谷市）に埼玉工場を建設。
- 1967年（昭和42年）- 東京工場の生産を埼玉工場に全面移管。
- 1969年（昭和44年）- 日本蓄電池製造および神戸電機が合併し、新神戸電機株式会社となる。
- 1972年（昭和47年）- 新神戸電機が東京・大阪両証券取引所市場第一部に昇格。
- 1982年（昭和57年）- 三重県名張市に名張工場を建設。
- 2012年（平成24年）- 日立化成工業（のち昭和電工マテリアルズを経て、現・レゾナック）の完全子会社となる。
- 2015年（平成27年）- 台湾のCSB Battery Co., Ltd.を連結子会社化。
- 2016年（平成28年）- 日立化成に吸収合併される。
- 2017年（平成29年）- タイのThai Storage Battery Public Company Limited（現・Thai Energy Storage Technology Public Company Limited）を連結子会社化。
- 2020年（令和2年）- 日立化成が昭和電工（現・レゾナック・ホールディングス）の連結子会社となり、商号を昭和電工マテリアルズに変更。
- 2021年（令和3年）
  - 7月8日 - アドバンテッジ パートナーズおよび東京センチュリーの両社が出資する特別目的会社が、昭和電工マテリアルズの蓄電デバイス・システム事業を譲受することで合意したと発表。昭和電工マテリアルズが新たに設立する完全子会社に対して吸収分割の方法で対象事業を承継させた上で、特別目的会社へ新会社の全株式を譲受する形で行われる[2]。
  - 7月21日 - エナジーウィズ株式会社として設立。
  - 12月1日 - 営業開始。
- 2022年（令和4年）11月14日 - 関西支店を現在地に移転[3]。
- 2023年（令和5年）10月1日 - 組織変更を実施[4]。

## 主要製品
鉛蓄電池
- 自動車用バッテリー（カーバッテリー）[注釈 1]
- 電気車用鉛蓄電池（フォークリフト用など）
- 産業用鉛蓄電池（通信基地局、電力、データセンタ用など）
- ゴルフカート

## 事業所一覧
- 本社 - 東京都千代田区神田練塀町3　AKSビル
- 関西支店 - 大阪府大阪市北区堂島2丁目4番27号　JRE堂島タワー6階
- 札幌支店 - 北海道札幌市東区北8条東3-1-1　宮村ビル
- 東北支店 - 宮城県仙台市宮城野区萩野町1-19-7
- 中部支店 - 愛知県名古屋市中区栄4-2-29　JRE名古屋広小路プレイス10階
- 九州支店 - 福岡県春日市日の出町2-45
- 広島営業所 - 広島県広島市安佐南区中須1丁目31番10号

### 製造拠点
- 名張事業所 - 三重県名張市八幡1300-15
- 埼玉事業所 - 埼玉県深谷市岡2200

### 主要グループ会社
- エナジーシステムサービスジャパン株式会社 - 東京都大田区
- CSB Energy Technology Co., Ltd. - 台湾
- Thai Energy Storage Technology Public Company Limited - タイ